# 長良川プロムナード

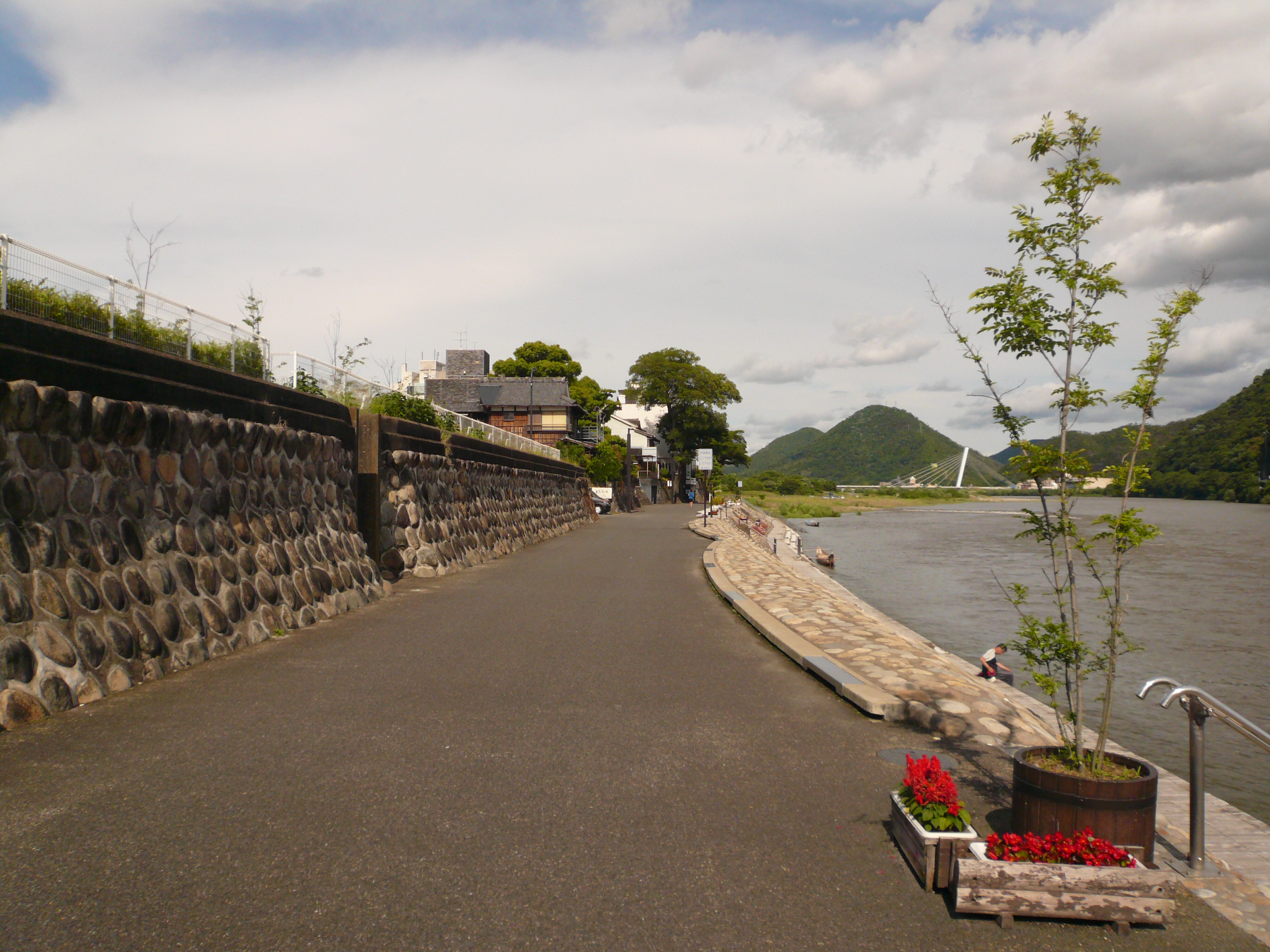
長良川プロムナード

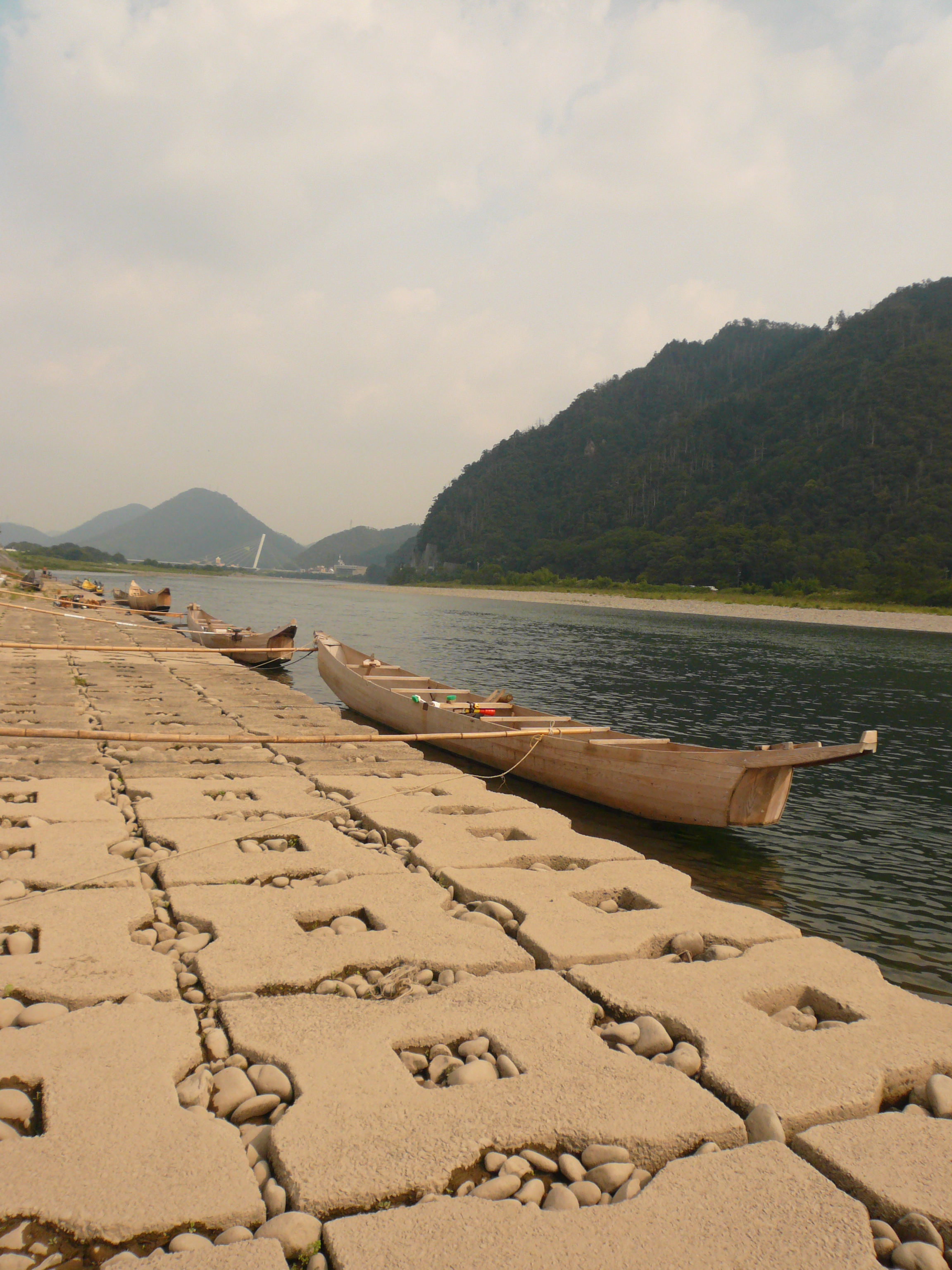
長良川プロムナード沿いの川岸に停留されている鵜舟。

長良川プロムナード（ながらがわプロムナード）は、岐阜県岐阜市の長良川右岸に長良橋から岐阜グランドホテルまでの約1.3kmに渡り整備された遊歩道である。長良川右岸プロムナードとも呼ばれる。 「プロムナード」はフランス語で「散歩」、「散歩道、遊歩道」の意味。
岐阜市が行っている「長良川プロムナード計画」の鵜飼観覧ゾーンに整備計画に基づき、2004年11月15日から長良川右岸河畔道路の整備が行われている。岐阜県にて整備された都市計画道路「長良古津橋線」が、この道路の北側に開通したのに合わせ、2005年4月1日に車両通行止にし遊歩道とした。但し、この遊歩道は観光旅館が建ち並ぶ旅館街前道路のため、完全な車両通行止めではなく旅館や鵜飼関係の車両は通行可能である。

## 観光
- 長良川鵜飼が行われている場所に位置するため、川岸よりを鵜飼を鑑賞することが出来る。
- 宮内庁式部職鵜匠の家が点在する。

## その他
- 長良川の堤防より低い位置にあり長良橋陸閘内側の道路のため、氾濫時には水没してしまう。